# Classe Pelorus (incrociatore)
La classe Pelorus fu una classe di undici incrociatori protetti di terza classe costruiti per la Royal Navy e progettati da Sir William White (Director of Naval Construction dal 1885 al 1902), basati sulla precedente classe Pearl. Fu ordinata nello Spencer Programme del 1893 e le navi furono impostate tra il 1896 e il 1897. La prima unità, la HMS Pelorus, entrò in servizio nel 1897.

## Sviluppo e progetto
Le navi classe Pelorus dislocavano 2135 t e avevano una velocità massima di 20 nodi. La maggior parte servì in ruoli minori oltremare o in compiti di pattugliamento delle colonie. Avevano un equipaggio di 224 tra ufficiali e marinai ed erano armate con otto cannoni a tiro rapido da 102 mm, otto cannoni Hotckiss da 47 mm, tre mitragliatrici e due tubi lanciasiluri da 450 mm.
Avevano due motori a vapore a triplice espansione ed erano equipaggiate con diversi tipi di caldaie a scopi sperimentali. Alcune unità ricevettero le caldaie a tubi d'acqua tipo Normand che potevano prudurre 5200 kW per periodi limitati di tempo e con tiraggio forzato, oppure 3700 kW con tiraggio naturale.

## Unità
| Nome       | Costruttore                  | Impostazione  | Varo             | Completamento  | Destino finale |
| ---------- | ---------------------------- | ------------- | ---------------- | -------------- | --- |
| Pactolus   | Armstrong Whitworth, Elswick | Maggio 1896   | 21 dicembre 1896 | Settembre 1898 | Venduta per essere demolita il 25 ottobre 1921                                                                         |
| Pandora    | Arsenale di Portsmouth       | 1896          | 17 gennaio 1900  | 1901           | Venduta per essere demolita nel luglio 1913                                                                            |
| Pegasus    | Palmer, Jarrow               | Maggio 1896   | 4 marzo 1897     | 1899           | Affondata il 20 settembre 1914 dall'SMS Königsberg                                                                     |
| Pelorus    | Arsenale di Sheerness        | Maggio 1896   | 15 dicembre 1896 | 1897           | Venduta per essere demolita il 6 maggio 1920                                                                           |
| Perseus    | Earle, Hull                  | Maggio 1896   | 15 luglio 1897   | 1901           | Venduta per essere demolita il 26 maggio 1914                                                                          |
| Pioneer    | Arsenale di Chatham          | Dicembre 1896 | 28 giugno 1899   | 1900           | Trasferita all'Australia il 1 marzo 1913 anche se non venduta fino al 1 luglio 1915. Autoaffondata il 19 febbraio 1931 |
| Pomone     | Arsenale di Sheerness        | Dicembre 1896 | 25 novembre 1897 | Maggio 1899    | Venduta per essere demolita nel giugno 1922                                                                            |
| Prometheus | Earle, Hull                  | 1897          | 20 ottobre 1898  | 1901           | Venduta per essere demolita il 28 maggio 1914                                                                          |
| Proserpine | Arsenale di Sheerness        | Marzo 1896    | 5 dicembre 1896  | 1899           | Venduta per essere demolita il 30 novembre 1919                                                                        |
| Psyche     | Arsenale di Devonport        | Novembre 1897 | 19 luglio 1898   | 1900           | Venduta all'Australia il 1 luglio 1915. Venduta per essere demolita nel giugno 1922                                    |
| Pyramus    | Palmer, Jarrow               | Maggio 1896   | 15 maggio 1897   | 1900           | Venduta per essere demolita il 21 aprile 1920                                                                          |

## Storia operativa
In un'epoca di grande innovazione nel campo navale, la classe era già quasi sorpassata quando le unità furono varate. Ricevettero una varietà di tipi diversi di caldaie a scopi sperimentali, ma la maggior parte non furono particolarmente soddisfacenti; infatti, la HMS Pandora fu demolita nel 1913, la HMS Perseus e la HMS Prometheus nel 1914. Furono tutte condannate alla radiazione nel 1904, ma furono poi mantenute in servizio. Le navi rimaste dovevano essere demolite nel 1915, ma rimasero in servizio per tutta la prima guerra mondiale. La HMS Pegasus fu affondata in azione nel 1914 e tutte le restanti navi, ad eccezione della HMS Pioneer, furono demolite tra il 1919 e il 1922. La HMS Pactolus e la HMS Pomone avevano caldaie tipo Blechynden che si rivelarono particolarmente poco affidabili e furono per questo rimosse dal servizio attivo alcuni anni prima delle altre unità.
Il retroammiraglio Cresswell, primo membro della marina dell'Australian Naval Board, descrisse nel 1914 la Psyche e la Pyramus come "l'inenarrabilmente inutile classe P."